# 6 juillet dans les chemins de fer
6 juin 6 août
Chronologies thématiques
- Croisades
- Sports
- Disney

Cette page concerne des événements qui se sont déroulés un 6 juillet dans les chemins de fer.

## Événements

### XIXesiècle
- 1841.  France :   inauguration de sa ligne par la Compagnie du chemin de fer de Bordeaux à La Teste[1]
- 1862.  France :   un décret impérial adjuge à MM. les fils de Guilhou jeune, banquiers à Paris, 296 kilomètres de voies ferrées en quatre lignes : Napoléon-Vendée - La Rochelle, Rochefort - Saintes, Saintes - Coutras, et Saintes - Angoulême. Le décret prévoit une subvention de 20 495 000 francs et la constitution d'une société anonyme qui doit se substituer aux adjudicataires[2] (Compagnie des chemins de fer des Charentes).
- 1863.  France :   décret de la concession de la ligne de Châteaulin à Landerneau à la Compagnie du Chemin de fer de Paris à Orléans (PO)[3]
- 1876.  France :    ouverture[4] du tronçon reliant Simandre-sur-Suran à Cize, long d'environ 3 kilomètres, de la ligne du Haut-Bugey. Ligne ouverte par tronçons du fait de son profil difficile, cette portion comprenant deux grands ouvrages d'art, le tunnel de Racouse, long de 1,7 kilomètre, et surtout le viaduc de Cize-Bolozon.

### XXesiècle
- 1942.  France :   le premier train de déportés politiques quitte la gare de Compiègne pour le camp d'extermination d'Auschwitz-Birkenau en Pologne.
- 1992.  France :   inauguration et mise en service du premier tronçon entre Bobigny - Pablo Picasso de la ligne 1 du tramway d'Île-de-France.

### XXIesiècle
- 2009.  France :   signature de la convention d’exploitation du service public ferroviaire régional de transport de voyageurs (TER Aquitaine) entre la Région Aquitaine et la Société nationale des chemins de fer français (SNCF), pour une durée de 10 ans (2009-2018)[5].
- 2009.  France :   mise en service de la halte de Chamonix-Aiguille-du-Midi sur la ligne de Saint-Gervais-les-Bains-Le Fayet à Vallorcine (frontière). Elle est créée pour faciliter un accès sans voiture au téléphérique de l'Aiguille du Midi[6].
- 2013.  Canada :    déraillement d'un convoi de 72 wagons-citernes contenant du pétrole brut dans le centre-ville de Lac-Mégantic, une municipalité de la région de l'Estrie, au Québec, a provoqué des explosions et un incendie qui ont détruit une trentaine d'édifices dans une zone de 2 km2. Au 10 juillet le bilan  de l'accident ferroviaire de Lac-Mégantic est d'environ 50 morts[7].

2022 France : mise en service du tronçon de St Cyr à St Germain en Laye du T13 express.